# Лім-ферде
Лім-фіорд (дан. Lim Fjord, Limfjorden) — система проток на півночі півострова Ютландія в Данії, що з'єднує Північне море і протоку Каттегат. Довжина близько 180 км.
Складається з озерових розширень — плес, пов'язаних між собою вузькими звивистими протоками. Лім-фіорд відокремлює острів Північна Ютландія від півострова Ютландія. Переважаючі глибини становлять 3—5 метрів, найбільша глибина — 24 метри.
У Лім-фіорді понад 90 островів, найбільші з них — Морс і Фур.
Найважливіший порт Ольборг доступний для великих суден зі сходу, де є фарватер який регулярно розчищається і місцями каналізованний. Лім-фіорд — район рибальства (оселедець, вугор), у західній частині фіорду ведеться видобуток устриць.
До 1825 року Лім-фіорд був затокою, поки жорстокий шторм не розмив піщану косу, що відділяла фіорд від Північного моря. Цим самим Північна Ютландія перетворилася з півострова в острів, а Лім-фіорд в протоку.

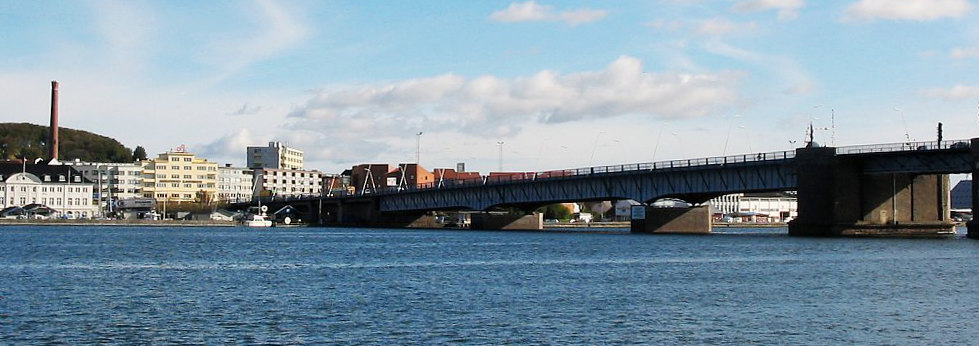
Міст через Лім-фіорд, з'єднує (Ольборг і Нересундбю)

## Зображення

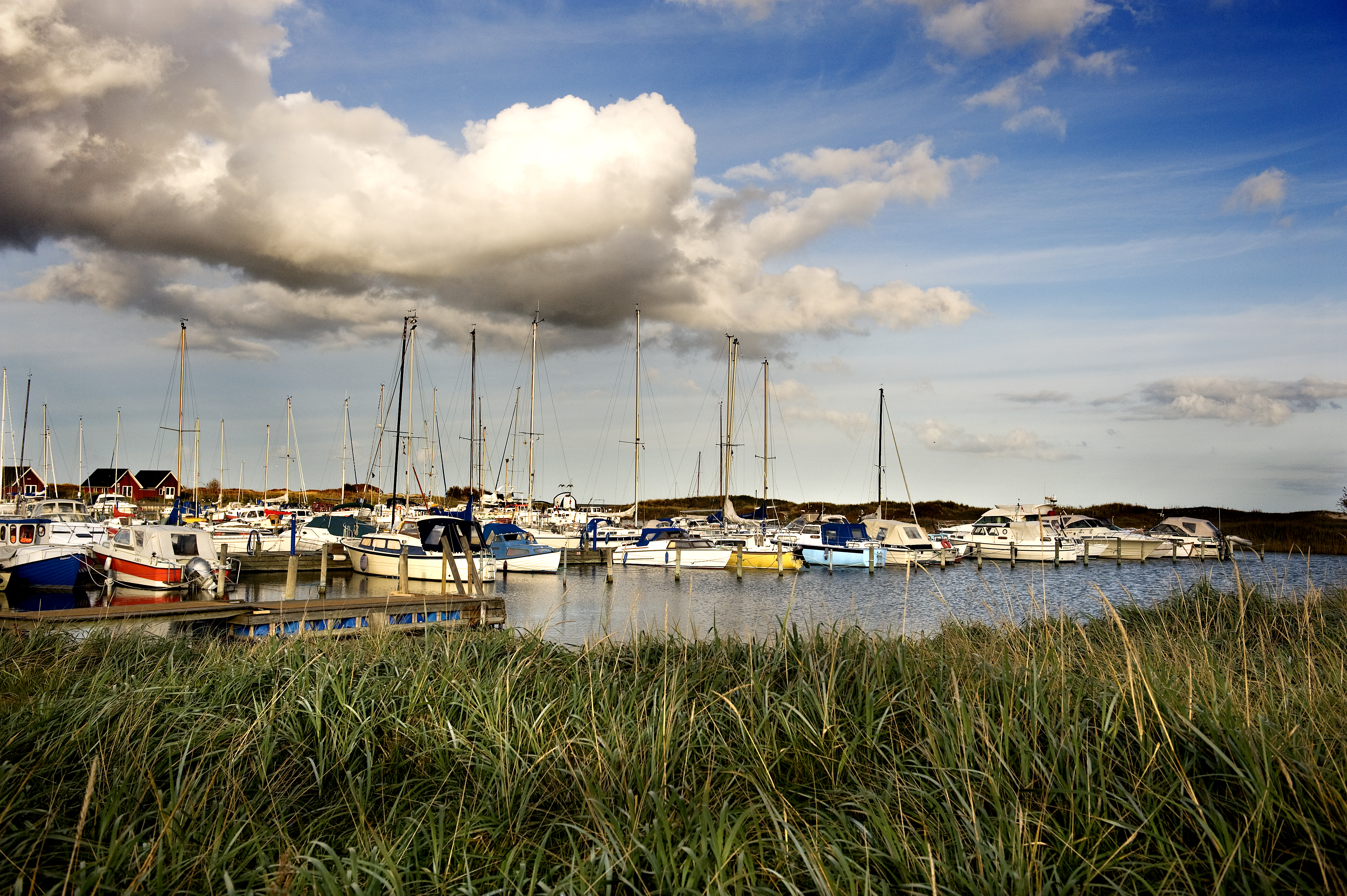
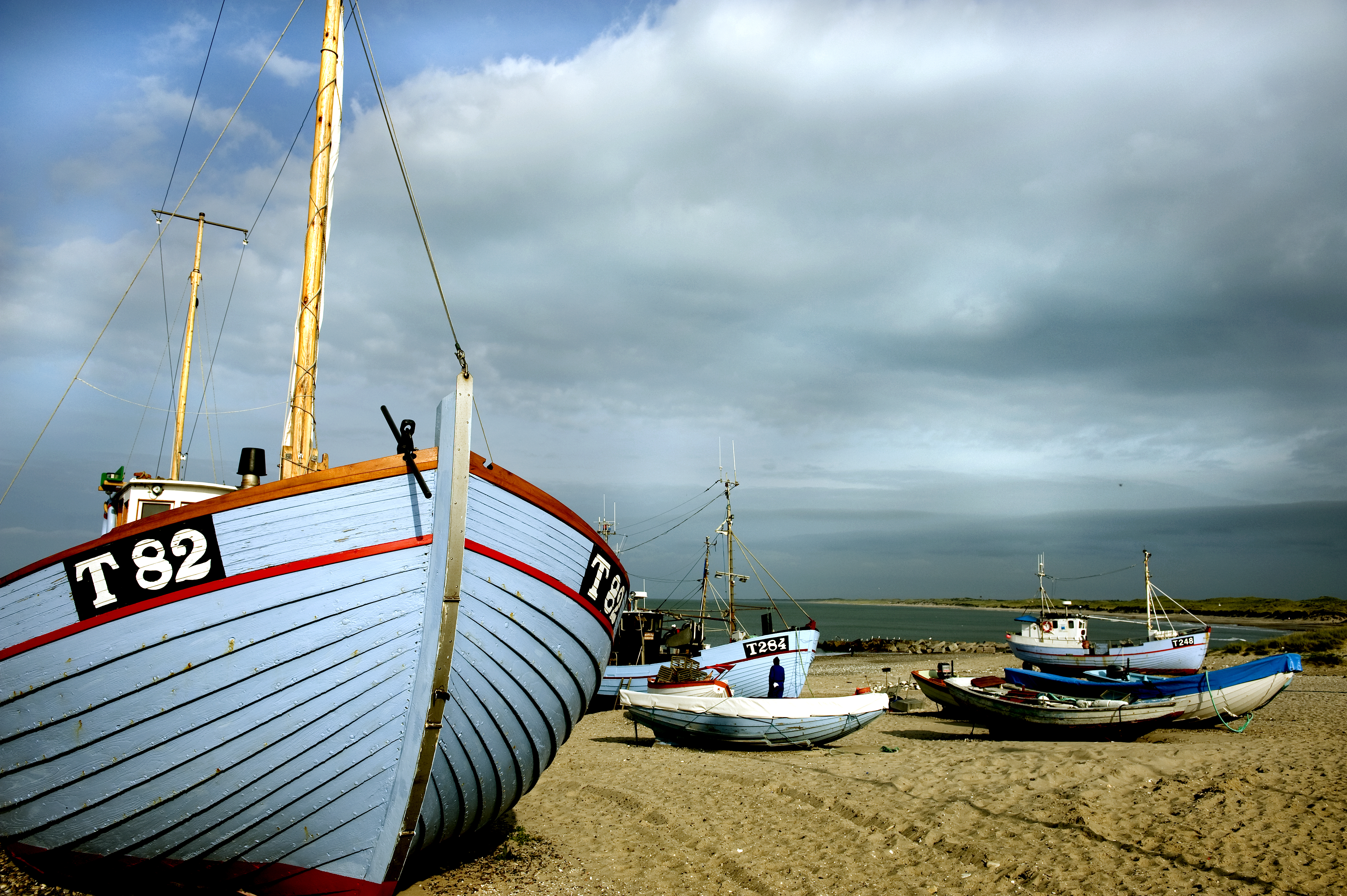
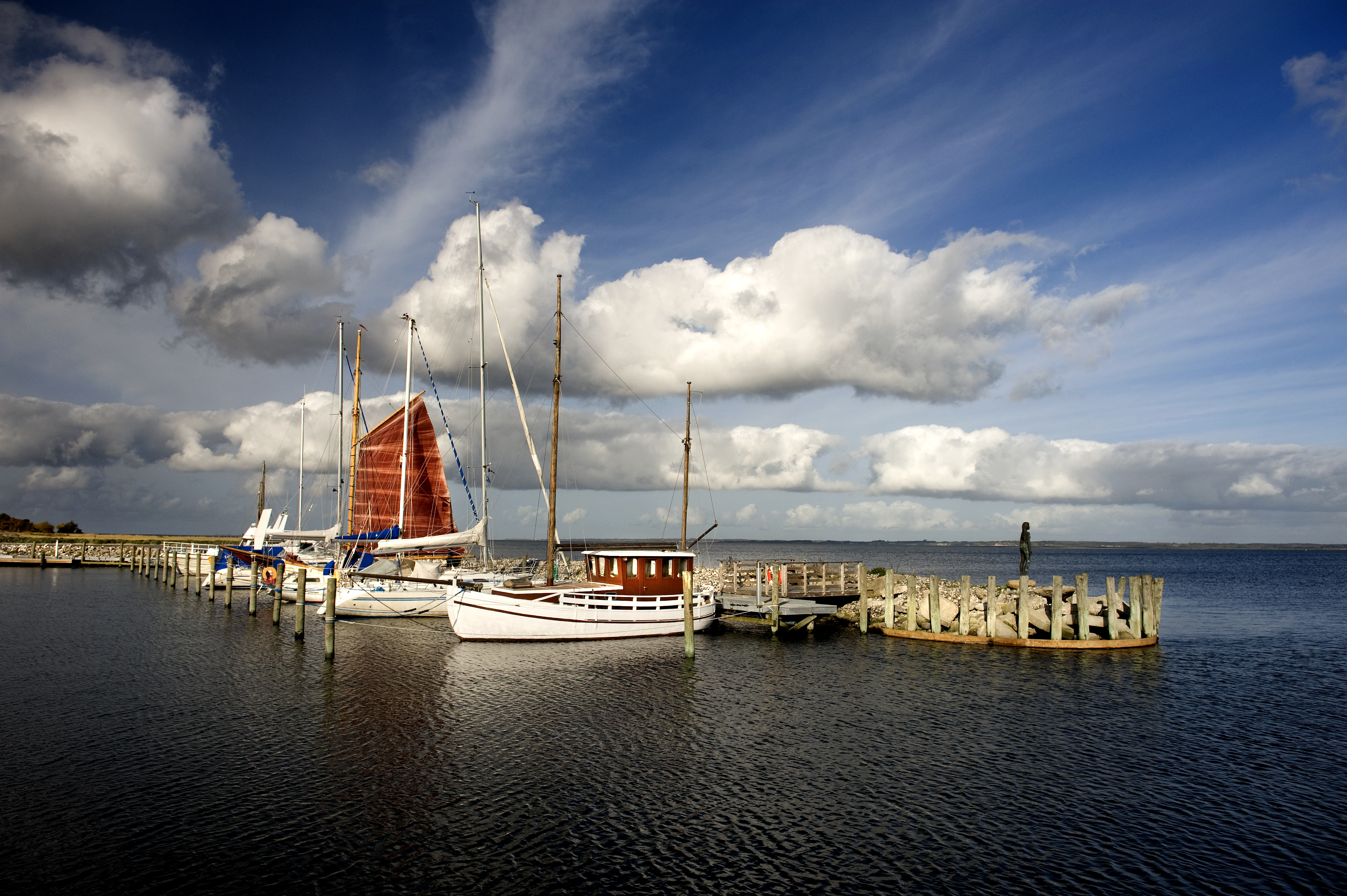
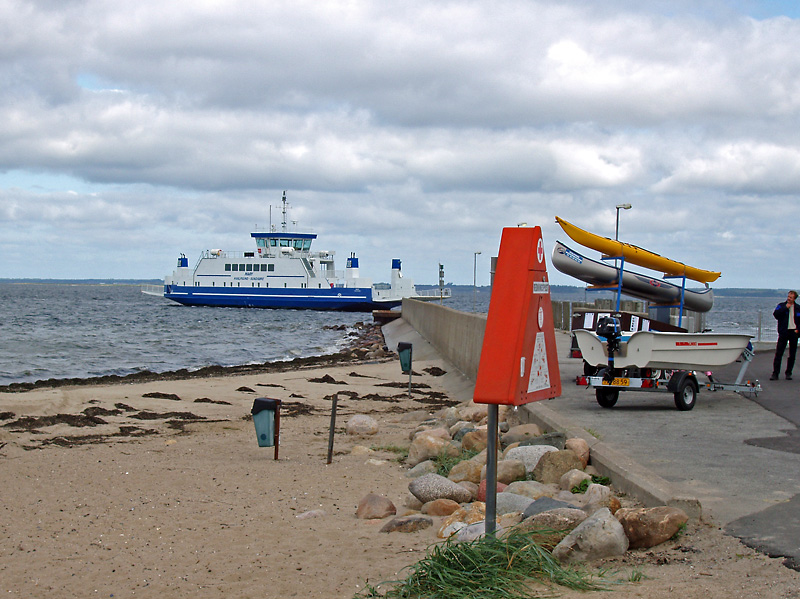
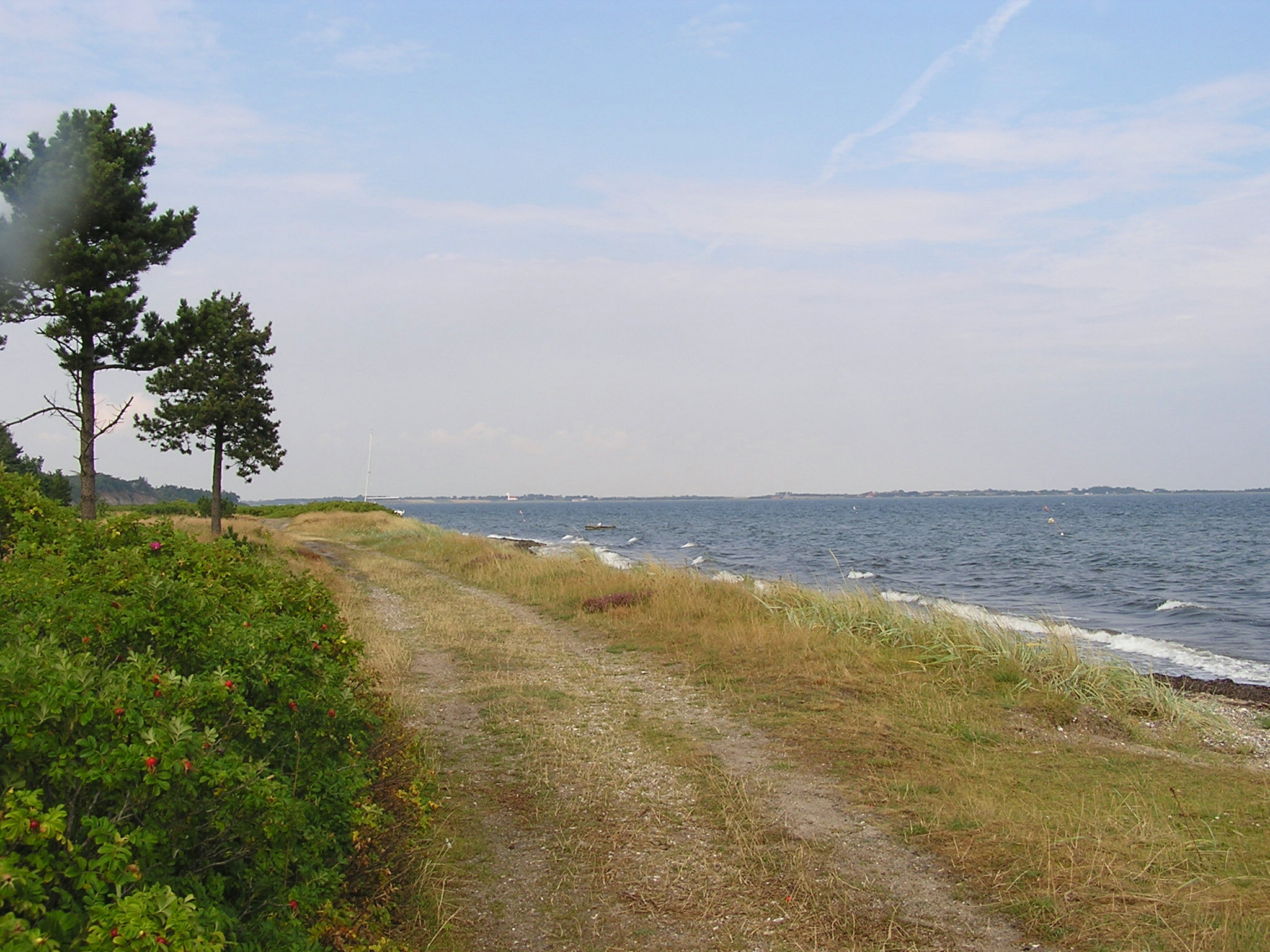
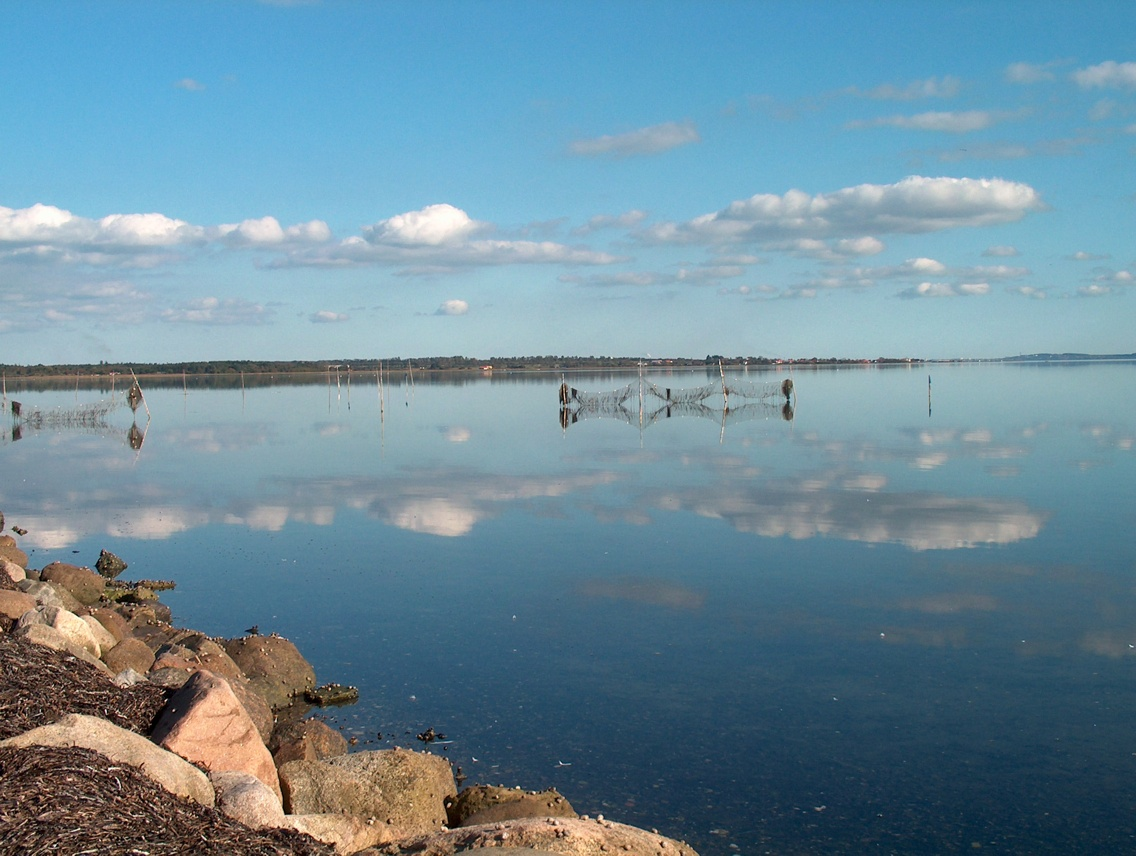
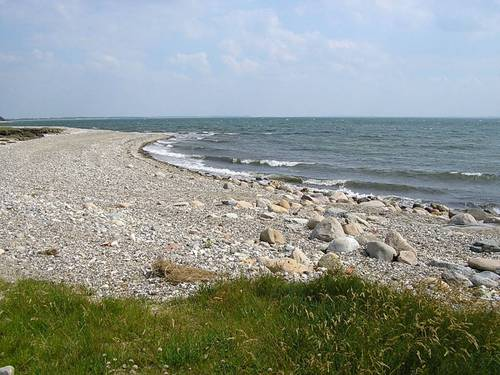
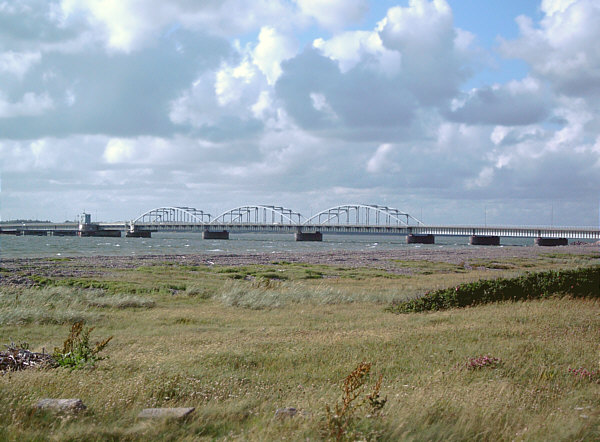
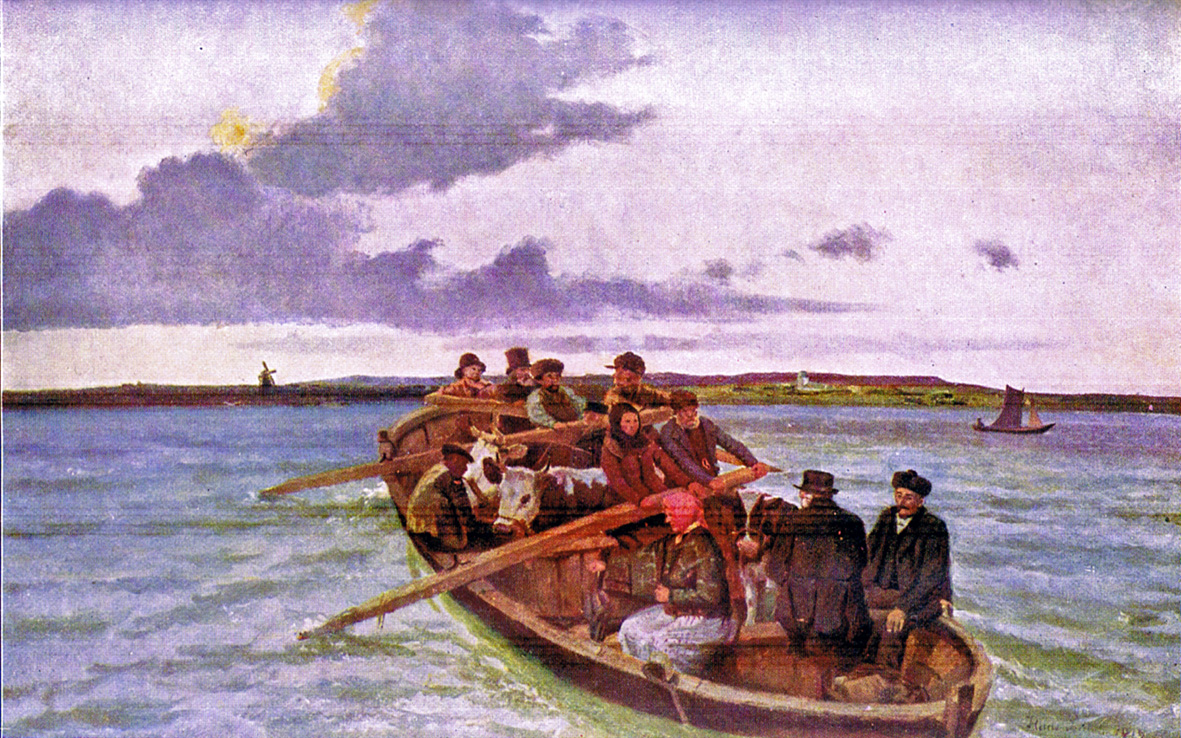
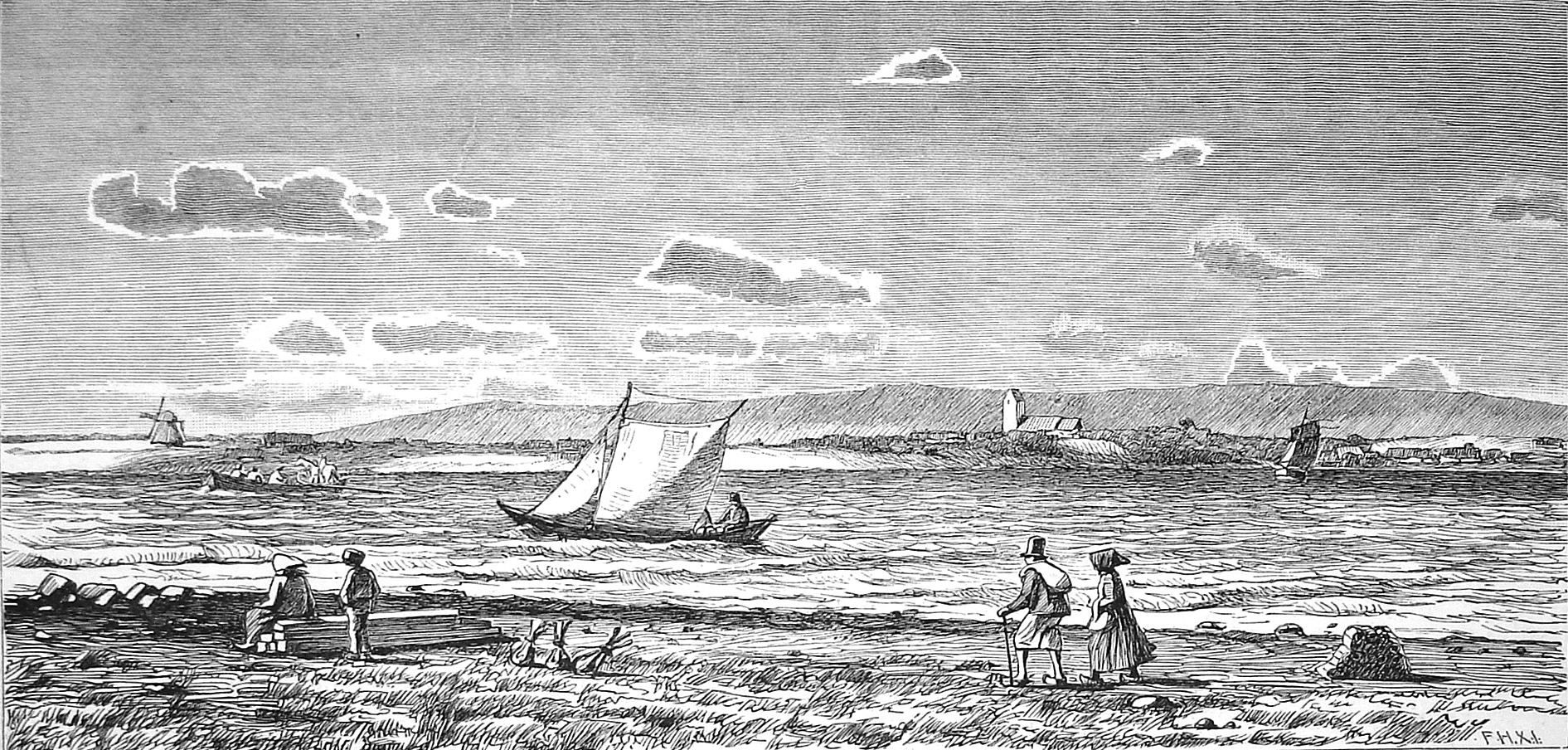
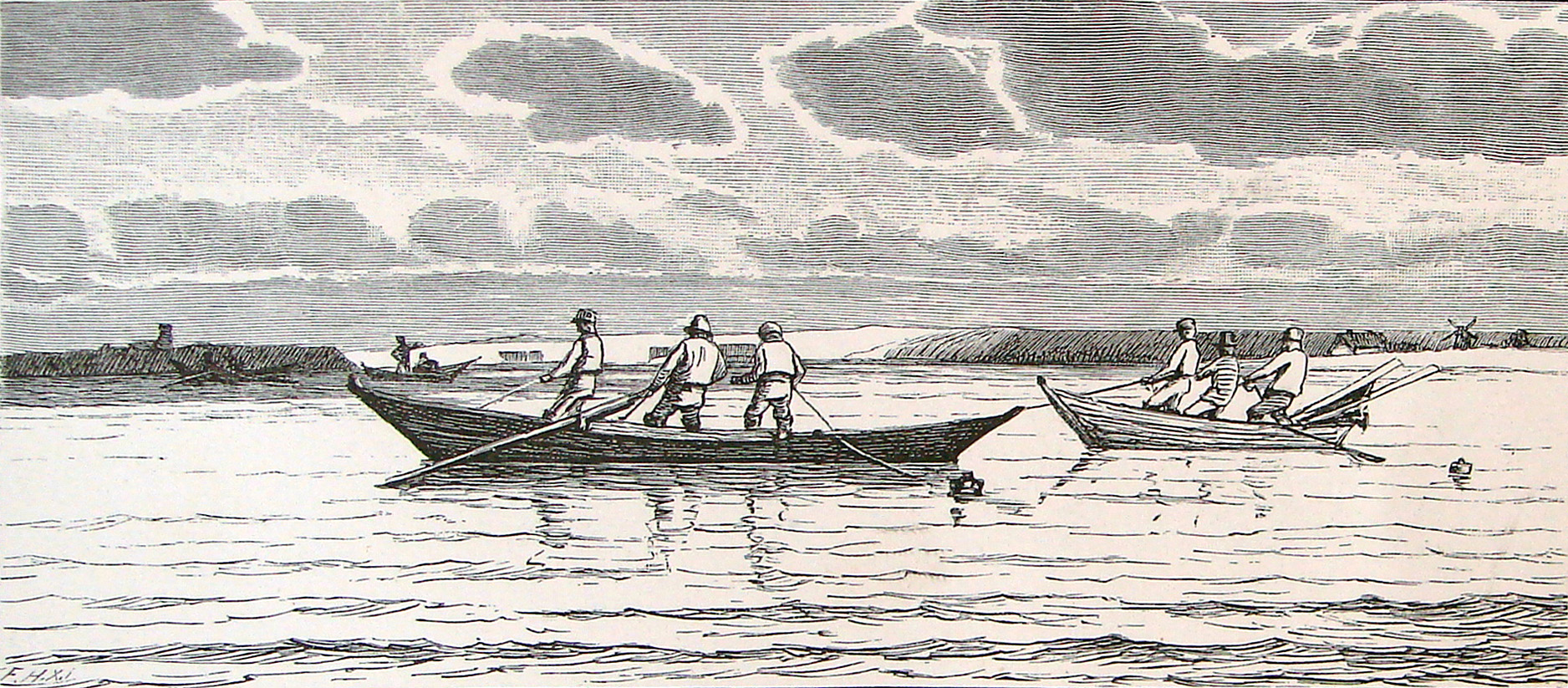